# 바로니시
바로니시(이탈리아어: Baronissi)는 이탈리아 캄파니아주 살레르노도에 위치한 코무네다. 살레르노 대학교의 캠퍼스가 있다.